# Alejandro Jodorowsky
Alejandro Jodorowsky Prullansky (Tocopilla, 17 februari 1929) is een Chileens-Franse filmregisseur, stripauteur en acteur. Zijn bekendste films zijn de 'acid western' El Topo (1970) en de al even surrealistische cultfilm The Holy Mountain (1973). Jodorowsky is ook een bekend tarotlezer en geeft al een kwarteeuw gratis lezingen en cursussen over tarot in Parijse cafés. Hij besteedde ook een groot deel van zijn leven aan de reconstructie van de originele Tarot van Marseille.
Geboren in Chili in een Joods-Oekraïens gezin dat was gevlucht wegens de Russische Revolutie, verdiepte de jonge en ongelukkige Jodorowsky zich in poëzie, theater en mime. In 1953 vertrok hij naar Parijs om dokter te worden, maar ging hij theater en mime studeren en speelde hij de hoofdrol in de mime-film La Cravate. Vanaf 1960 pendelde hij tussen Mexico City en Parijs voor diverse theatergezelschappen. In 1965 richtte hij in Mexico een avant-garde theater op, maar de censuur maakte het hem onmogelijk drie van zijn producties uit te voeren. Uit financiële nood begon hij daarom met het maken van stripverhalen. Ook nam hij in Mexico uiteindelijk drie films op.
Beatles-manager Allen Klein had een bepalende invloed op de levensloop van Jodorowsky. Nadat John Lennon lyrisch was over de film El Topo, besloot Klein de rechten ervan te kopen en The Holy Mountain te financieren. Maar Jodorowsky en Klein kregen ruzie over hun volgende filmproject (dat een verfilming van de erotische roman 'Story of O' had moeten worden), en Klein reageerde door bioscopen dertig jaar lang te verbieden om El Topo of The Holy Mountain te vertonen.
In 2013 maakte hij de onafhankelijke film La danza de la realidad, gebaseerd op zijn eigen autobiografie met dezelfde titel. In hetzelfde jaar kwam ook de documentaire Jodorowsky's Dune uit, over de mislukte poging van Jodorowsky in 1975 om het sciencefictionboek Duin van Frank Herbert te verfilmen, waarbij de muziek van Pink Floyd, Tangerine Dream en Magma geweest zou zijn, de filmsets van de hand van Moebius en HR Giger, en acteurs betrokken zouden zijn geweest als Orson Welles en Salvador Dali (die voor $100.000 per uur de rol zou spelen van padisjah keizer Shaddam IV). Het project liep stuk op de kosten. 'Die documentaire mag je zien als mijn manifest', zegt Jodorowsky erover. 'Om geen slaaf te worden van een culturele industrie.' Van het filmproject zelf kwam uiteindelijk alleen het storyboard af, dat verscheen in boekvorm (een exemplaar uit 1975 werd in 2021 geveild voor 2,6 miljoen euro). Enkele ontwerpen van HR Giger werden wel hergebruikt in de films Alien (film) en Dune (1984), namelijk de titulaire, achteraf iconisch geworden lange 'alien'-kop, en de zogenaamde 'Harkonnen chair'.
De afgelopen jaren werkte Jodorowsky ook aan de film Abel Cain, een vervolg op El Topo.
Ter gelegenheid van het 50-jarig bestaan van The Holy Mountain werden drie van zijn eerste films in 2023 opnieuw en gerestaureerd in bioscopen vertoond, en deden kranten interviewsmet hem. Hoewel zijn vroegste werk nog steeds controversieel blijkt ('El Topo is een walgelijke film', aldus een recensent), roemen anderen zijn werk als een psychedelische trip. Ook in de meer dan 25 stripboekenseries waarvoor hij het plot schreef, zijn dergelijke psychedelische elementen belangrijk. Het zijn doorgaans fantasyverhalen, waarin hoofdpersonages spirituele verlichting zoeken door het ondergaan van wedergeboorte-achtige rituelen of door het ontmoeten van archetypische, goeroe-achtige personages. De verhalen zitten altijd vol metaforen.

## Filmografie
- 1957: La Cravate
- 1967: Fando y Lis
- 1970: El Topo
- 1973: The Holy Mountain
- 1980: Tusk
- 1989: Santa sangre
- 1990: The Rainbow Thief
- 2013: La danza de la realidad
- 2016: Poesía sin fin